# Лукатер, Стив
Стивен Ли Лукатер (англ. Steven Lee Lukather; 21 октября 1957, Сан-Фернандо, Калифорния, США) — американский гитарист, певец, композитор, аранжировщик и продюсер, наибольшую популярность ему принесла работа в рок-группе Toto. Лукатер записал гитарные партии для более чем 1,5 тыс. альбомов разнообразных жанров. Он внёс большой вклад в создание песен как композитор, аранжировщик и продюсер. Лукатер выпустил 9 сольных альбомов.
В 1976 году, когда Лукатеру было девятнадцать лет, он был приглашён своими школьными друзьями Дэвидом Пейчем и братьями Стивом и Джеффом Поркаро в созданную ими группу Toto. Он работал в группе до 2008 года, пока группа не распалась. Периодически группа воссоединялась для проведения туров. Из двенадцати номинаций на премию Грэмми Лукатер выиграл пять.
Лукатер часто записывает треки единственным дублем и с минимальной обработкой звука. Он играет на электрогитаре Music Man Luke, а также на гитарах фирм Yamaha и Ovation.

## Ранние годы
Стивен Ли Лукатер родился 21 октября 1957 года в долине Сан-Фернандо (штат Калифорния). В семь лет он впервые начал играть на клавишных музыкальных инструментах, барабанах. Когда его отец купил ему акустическую гитару и копию альбома группы The Beatles Meet the Beatles!, он самостоятельно научился играть на гитаре. По словам Лукатера, этот альбом «изменил его жизнь», и он находился под сильным влиянием игры Джорджа Харрисона.
В средней школе Лукатер познакомился с Дэвидом Пейчем и братьями Поркаро (Джеффом, Стивом и Майком), которые впоследствии стали членами группы Toto. Лукатер, который был музыкантом-самоучкой, начал брать уроки игры на гитаре у Джимми Уайбла. Благодаря Уайблу Лукатер расширил свои способности в игре на гитаре, что дало ему возможность играть с известными музыкантами в разных музыкальных жанрах.
Первой работой Лукатера была совместная работа с Бозом Скагсом. После этого Пейч и Джефф Поркаро, также участвовавшие в записи, предложили Лукатеру присоединиться к группе Toto, в которой в 1976 году они были вместе с Бобби Кимболлом, Дэвидом Хьюнгейтом и Стивом Поркаро. Лукатер принял приглашение своих друзей, отказавшись от предложения присоединиться к группе Майлса Дейвиса.

## Дискография
- Дискография Стива Лукатера[англ.]
- Дискография Toto

## Награды
- 1982 — Премия Грэмми за лучшую песню в стиле R&B[англ.]*: Стив Лукатер, Джей Грейдон[англ.], Билл Чамплин (для Джорджа Бенсона) — «Turn Your Love Around»
- 1982 — Премия Грэмми лучшему продюсеру года[англ.]: Toto — Toto IV
- 1982 — Премия «Грэмми» за лучший альбом года: Toto — Toto IV
- 1982 — Премия «Грэмми» за лучшую запись года: Toto — «Rosanna»
- 2002 — Премия Грэмми за лучший поп-инструментальный альбом[англ.] : Larry Carlton & Steve Lukather — No Substitutions: Live in Osaka